# TR-143
Die Spezifikation TR-143 „Enabling Network Throughput Performance Tests and Statistical Monitoring“ (Issue: 1 Amendment 1 Corrigendum 1, August 2015) definiert Methoden, Techniken und Schnittstellen zur Durchführung von Tests innerhalb eines Kommunikationssystems. Die Spezifikation TR-143 verwendet die Spezifikation TR-069 als Grundlage und ergänzt diese.

## Einzelheiten

### Zweck
Der Zweck des vom Broadband Forum entwickelten Standards besteht darin, Kommunikationsanbieter in die Lage zu versetzen, die Breitbandanbindung ihrer Kunden zu vermessen und zu beurteilen.
Ein Anwendungsbeispiel ist die Möglichkeit, einen Test zwischen einem kundenseitigen Gerät (Customer-Premises Equipment (CPE)) und dem Übergang zu einem externen Fernverkehrsnetz (Point-of-Presence (POP)) durchzuführen. Wesentlicher Vorteil ist dabei, dass rein das Netzwerk des Kommunikationsanbieters getestet wird, ohne Einfluss des kundenseitigen oder anderer externer Netzwerke.
Neben der Option, Tests bei Bedarf durchzuführen, wird es ebenfalls ermöglicht, auch kontinuierlich das Netzwerk des Kommunikationsanbieters zu vermessen, darzustellen und zu verwalten. Durch die permanente Vermessung der Leistung des Netzwerks ist es möglich, die Qualität des Netzwerks zu ermitteln, dieses zu optimieren und Fehler im Falle ihres Auftretens schneller zu beheben.

### Grundlage
Die Spezifikation TR-069 definiert ein Protokoll zum Datenaustausch zwischen dem Server eines Kommunikationsanbieters und einem damit verbundenen Gerät beim Kunden. Ferner definiert TR-069 ein Datenmodell zum Abruf, zum Setzen von Konfigurationsparametern in einem kundenseitigen Gerät sowie das Initiieren von Funktionen.
Die Spezifikation TR-143 setzt auf diese vorhandenen Grundlagen auf, erweitert diese um Testfunktionen und ergänzt das Datenmodell entsprechend.

### Active Monitoring
Die unterstützten Testfunktionen werden unter dem Term und Kapitel Active Monitoring zusammengefasst. Diese Testfunktionen haben die gemeinsame Eigenheit, dass sie auf der Transportschicht oder der Anwendungsschicht arbeiten und unabhängig von der unterliegenden Struktur und Technologie der einzelnen Netzwerkverbindungen durchgeführt werden können. Entsprechend verwenden alle diese Testfunktionen entweder TCP oder UDP als Transportprotokoll.
Folgende Testfunktionen werden im Einzelnen unterstützt:
- Upload- und Downloadtests zur Messung des Datendurchsatzes oder der Simulation des Verhaltens während eines Datentransfers, welcher mittels des File-Transfer-Protokoll (FTP) oder HTTP durchgeführt wird.
- UDPEcho- und UDPEchoPlustests zur Messung von Umlaufzeiten, Laufzeitvarianzen und der Ermittelung der Verlustrate beim Transfer von Datenpaketen.
- Server-Selectiontest zur Ermittelung eines geeigneten Testservers, mit welchem ein kundenseitiges Endgerät (CPE) einen Test durchführen soll.

Die Konzeption sieht vor, dass ein Auto-Configuration-Server (ACS) die Durchführung eines Tests bei einem kundenseitigen Gerät (CPE) oder einem Testserver des Kommunikationsanbieters anfragt. Der ACS setzt optional vor der Durchführung eines Tests benötigte Konfigurationen in dem kundenseitigen Gerät (CPE) und dem Testserver. Der eigentliche Test wird dann selbstständig zwischen dem Testserver und dem kundenseitigen Gerät (CPE) durchgeführt. Der ACS wird anschließend über die Beendigung eines Tests benachrichtigt.
Die Kontrolle für die Durchführung eines Tests obliegt dabei dem kundenseitigen Gerät (CPE initiated diagnostics).
Als Ausnahme können UDPEcho- und UDPEchoPlustests auch alternativ von einem Testserver kontrolliert werden (Network initiated diagnostics). Begründet wird dies mit der Möglichkeit des Einsatzes von dedizierten Testservern für eine permanente Qualitätskontrolle eines Netzwerkes und damit einhergehender Entlastung der kundenseitigen Geräte.
Es ist in der TR-143 Spezifikation vermerkt, dass die Testfunktionen nicht dafür ausgelegt wurden, gleichzeitig über eine Verbindung zu laufen, da die Ergebnisse dadurch verfälscht werden können.